# Asamblea Consultiva de Catar
La Asamblea Consultiva (árabe: مجلس الشورى القطري, romanizado: Majlis as-Shura; también conocido como Consejo de la Shura) es el órgano legislativo de Catar, con 45 miembros. Tras las elecciones generales de Catar de 2021, cuenta con 30 miembros electos y 15 designados.
El órgano solo puede cuestionar sobre sus políticas al primer ministro, nombrado por el emir de Catar, si dos tercios de los miembros están de acuerdo, lo que es poco probable dado que un tercio de los miembros son nombrados por el propio emir.

## Funciones constitucionales
Se constituyó en abril de 1972 con 20 miembros designados. En mayo de 1972 se celebró la primera reunión de la asamblea consultiva, durante la cual Sayed Aziz bin Jalid Al Ghanim fue elegido primer presidente de la asamblea. Además de los 20 miembros que participaron en la reunión, también asistieron el jeque Jalifa bin Hamad Al Thani y dignatarios extranjeros.
La constitución de Catar, aprobada en abril de 2003 por referéndum popular, creó un órgano legislativo compuesto por dos tercios elegidos por sufragio universal y un tercio nombrado por el emir. Según la constitución, el poder legislativo tiene tres competencias: aprobar (pero no preparar) el presupuesto nacional; controlar la actuación de los ministros mediante mociones de censura; y redactar, debatir y votar las propuestas de ley, que solo se convierten en ley con el voto de una mayoría de dos tercios y el refrendo del emir.
La asamblea consultiva tiene las siguientes funciones:
- Poder legislativo
- Aprueba el presupuesto general del gobierno
- Ejerce el control del poder ejecutivo
- La asamblea tiene derecho a remitir al gobierno propuestas sobre asuntos públicos. Si el gobierno no cumple con la propuesta, tiene que dar sus razones y la asamblea puede comentarlas